# Westbécourt
Westbécourt (Nederlands: Westboekhout) is een dorp in de Franse gemeente Acquin-Westbécourt in het departement Pas-de-Calais. Het dorpscentrum van Westbécourt ligt zo'n vier kilometer ten westen van dat van Acquin.
In het noorden van Westbécourt ligt het gehucht Merzoil.

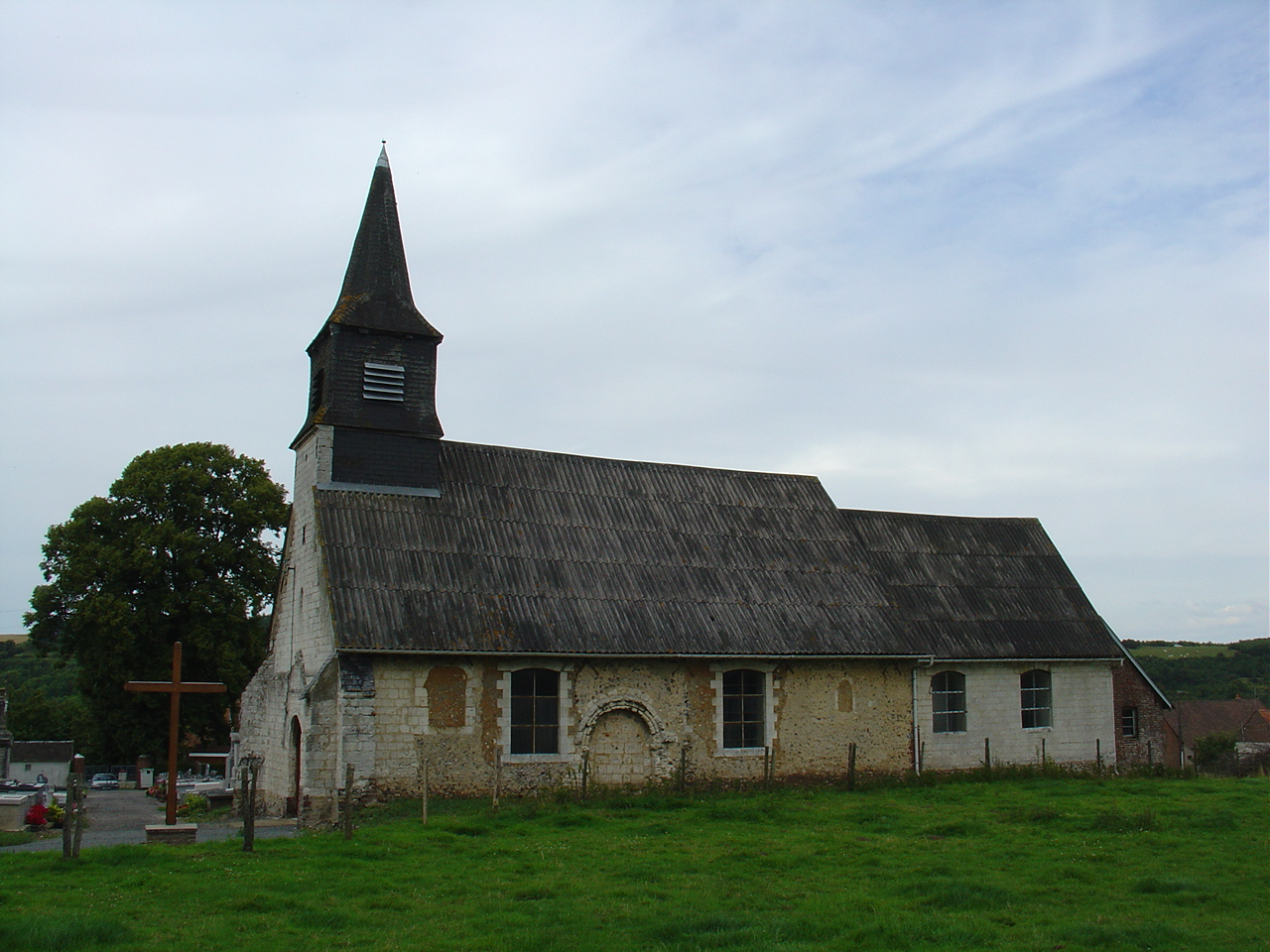
Église Saint-Éloi

## Naam en geschiedenis
De plaatsnaam heeft een Oudnederlandse herkomst. De oudste vermelding is van circa 1200 als Bochout juxta Aquinum. Het betreft een samenstelling van de woorden beuk en hout (bos of woud). De naam Bochout" staat dus voor "beukhout". De huidige Franstalige plaatsnaam is hiervan een fonetische nabootsing. Uit de 16de eeuw dateert een vermelding West-Boucould en uit de 17de eeuw Westbeaucourt. De 18de-eeuwse Cassinikaart toont het plaatsje als West Beaucourt. Het toponiem is gelijkaardig aan dat van Nortbécourt, dat zo'n vijf kilometer noordelijker ligt.
Op het eind van het ancien régime werd Westbécourt een gemeente.
In 1974 werd Westbécourt bij buurgemeente Acquin gevoegd in een zogenaamde "fusion association". De gemeentefusie werd in 1994 in een volledige fusie ("fusion simple").

## Bezienswaardigheden
- De Église Saint-Éloi heeft een wijwatervat uit de 12de eeuw, dat in 1911 werd geklasseerd als monument historique. Ook een 15de-eeuws standbeeld van de Heilige Maagd met Kind werd in 1911 geklasseerd.